# Narciso Orellana
Narciso Oswaldo „Chicho” Orellana Guzmán (ur. 28 stycznia 1995 w Texistepeque) – salwadorski piłkarz występujący na pozycji defensywnego pomocnika, reprezentant Salwadoru, od 2017 roku zawodnik Alianzy.